# 재닛 머리
재닛 호로위츠 머리(영어: Janet Horowitz Murray, 1946년~)는 미국의 미디어학자이다. 1999년부터 조지아 공과대학교 문학 미디어 커뮤니케이션 스쿨 교수를 지냈으며 그 이전에는 매사추세츠 공과대학교에서 인문학을 가르치면서 교육컴퓨팅 이니셔티브 센터에서 시니어 연구과학자로 일했다. 디지털 인문학 응용 분야의 초창기 연구자이자 디지털 미디어의 초기 이론가로 알려져 있다. 하버드 대학교에서 영문학으로 박사 학위를 받았다. 주요 저서로 《인터랙티브 스토리텔링》(《홀로덱 위의 햄릿: 사이버스페이스에서의 서사의 미래》, Hamlet on the Holodeck: The Future of Narrative in Cyberspace, 1997) 등이 있다.